# 阮經天
阮經天（1982年11月8日— ），台灣男演員、模特兒，凭電影《艋舺》获第47屆金馬獎最佳男主角。

## 经历

### 早年生活
阮經天出生於臺中市眷村的軍人家庭，父親為浙江省台州温岭人。
阮經天早年就讀臺中市私立愛幼幼兒園、台中市北屯區新興國民小學、臺中市東區力行國民小學，臺中市立雙十國民中學、臺中市立漢口國民中學。他高中就讀臺中一中時因打架而被退學，入學新北市立三民高級中學半年後，再度因打架而被退學，就讀臺中市私立宜寧高級中學時，因沉迷網路遊戲而休學，繼而被退學。因打架記過而被臺中市私立新民高級中學日校退學後，改就讀夜校。他後續就讀中國科技大學、醒吾科技大學，皆肄業。
阮經天自小學四年級成為游泳校隊成員，经历过八年的游泳训练，曾是奥运游泳项目储备选手。

### 演艺事业
阮經天曾經想做飛行員，並已通過考試，於2002年陪朋友去台北試鏡時意外被模特公司看中，並出演了戴佩妮《愛過》MV而出道。之後簽約凱渥模特兒經紀公司，以走秀、拍攝廣告為主，亦與王菲、張惠妹等天后合作MV，當時與公司另兩位男模鄭元暢、賀軍翔並稱“凱渥三劍客”。
2004年，阮經天首度參演偶像劇《米迦勒之舞》，飾演個性乖戾、經歷曲折的天才舞者Ghost，其陰柔邪氣的獨特氣質引起導演鈕承澤的注意。同年，与鄭元暢在台中合伙開夜店「SPOT」，於2006年歇業。

2005年，阮經天出演三立偶像劇《綠光森林》，飾演第二男主角，获得关注。2007年出演鈕承澤導演的公視偶像劇《我在墾丁*天氣晴》，演技受到廣泛認可，被称为鈕承澤導演的“四大弟子”之一。2008年初，阮經天首都担纲第一男主角，與陳喬恩主演三立電視台偶像劇《命中注定我愛你》，以全劇平均收視7.44%、單集最高收視13.64%的成績，打破台灣偶像劇史的紀錄。2009年，阮經天和楊謹華主演三立電視台偶像劇《敗犬女王》，連續21周獲得同時段收視率第一，大結局平均收視率更高達7.35%，在2009年台灣電視金鐘獎獲得最佳戲劇節目和最佳導播（導演）等六項提名。同年，由鈕承澤執導，李烈監製的電影《艋舺》開拍，阮經天飾演1980年代晚期台北艋舺黑社會分子，獲得第47屆金馬獎最佳男主角獎，28岁的他成为史上最年轻金马影帝。

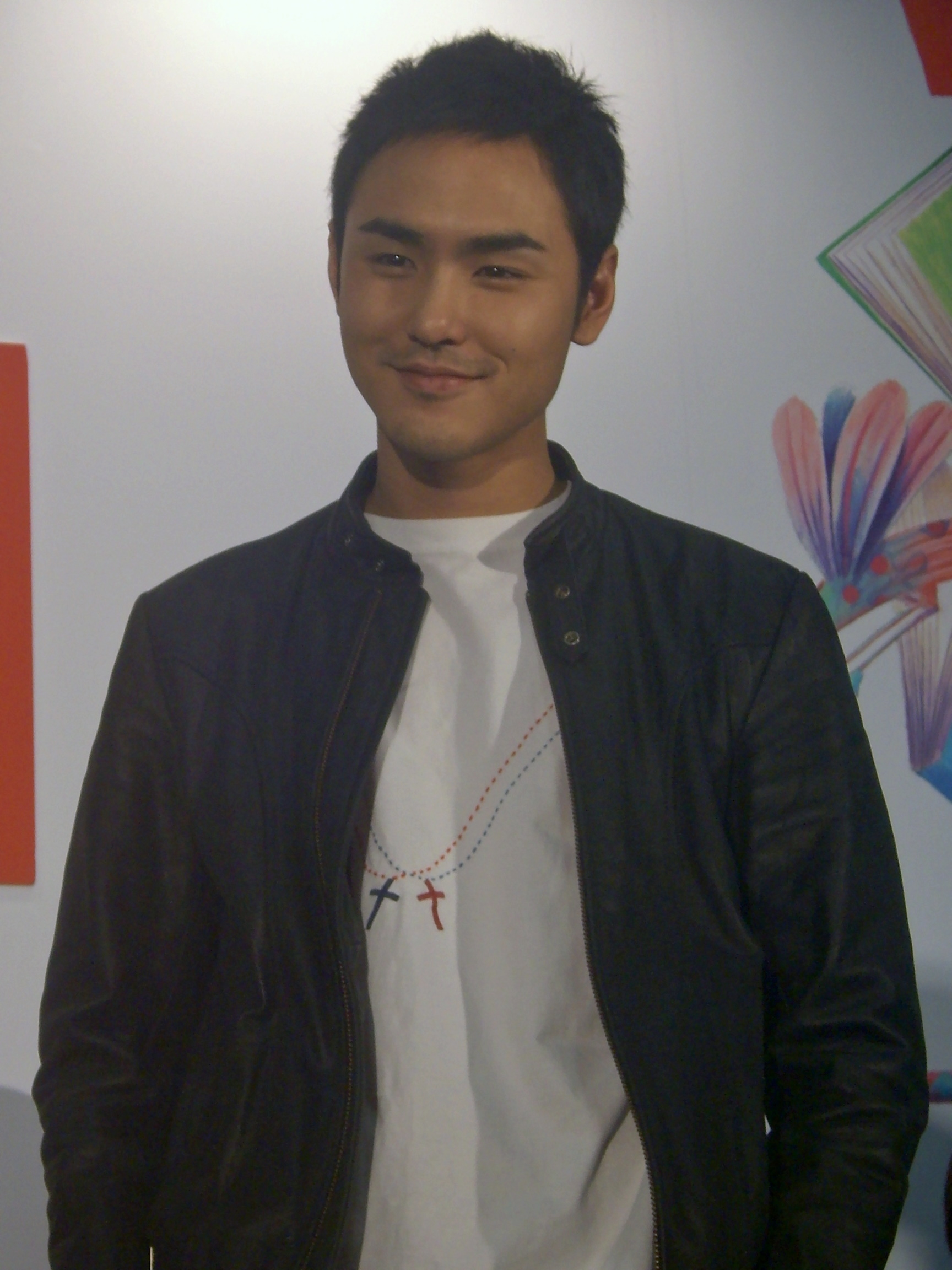
阮經天於2010年台北國際書展

2013年3月5日，阮經天宣布將與鈕承澤、李烈共組「天亮娛樂」經紀公司，正式自立門戶。
2024年以電影《周處除三害》獲得第5屆台灣影評人協會獎最佳男演員獎和第26屆台北電影獎最佳男主角獎。

## 个人生活
阮经天出道後，與當時的经纪人张德霖（小任）有一段相差12岁的姊弟恋，直到2005年拍摄《绿光森林》移情别恋刘品言，但恋情遭到公司反对，阮经天再次回到小任身边。2006-2007年，阮经天与大他四岁的富家女Joanna Shao交往，两人在夜店相识。
2007年，阮经天、許瑋甯被拍到墾丁海邊約會，戀情曝光。2010年，阮经天被爆带女开房，新闻曝光后，许玮甯将自己在Facebook的感情状态从“稳定交往中”改成“一言难尽”。2015年3月，阮经天被爆移情周冬雨，阮否認緋聞，但承認與許瑋甯暂时分开，没有分手。许玮甯则回应：“就是在冷静期，先分开住。”被传是小三的周冬雨在微博写道：“假的。”3月25日，阮经天微博回应：“感情是我们的事，关你TM屁事……瞎评什么劲?玮甯依然是我女人，冬雨永远是我孙女，无聊。” 10月，《蘋果日報》報導阮經天和许玮甯结束8年感情是因阮搭上中國已婚、有小孩的H女星，H女星老公發現妻子出軌，怒將整件事情曝光。阮经天否认报道。
阮經天被爆2019年與宋祖兒交往，2020年年底分手，但双方否认。2022年2月，阮经天在IG限动放上跟一女子合照，承认结交上班族女友。5个月后两人分手。

## 爭議事件

### 開車衝突
2009年9月24日，阮經天駕駛價值約新台幣兩百萬元的奧迪銀白色跑車，行經台北東區光復北路附近，因不滿其側計程車突然變換車道，阮於是蛇行，急踩煞車，把對方逼到幾乎擦撞安全島，且刻意在二車並行時，搖下車窗向對方示威，全程遭錄下。阮經天坦承此事確實為真，並解釋：「可能趕拍戲比較心急，下次會多注意。」

### 兵役争议
1982年出生的阮經天，在2011年時已29歲，接近中華民國男子服義務兵役年限最高上限的33歲，引發藉由念書來逃避兵役的爭議。2011年，國防部耗資3千萬，籌拍慶祝建國百年軍教片《勇士們》，傳原本屬意阮經天出演，但因其未服兵役出局。
2012年1月31日，阮經天正式服兵役，但依體位因素判定服替代役（替代役訓練班第104梯），2013年1月11日正式退役。

### 第50屆金馬獎缺席合照
2013年11月23日舉行的第50屆金馬獎，阮經天出席了頒獎典禮並且與林美秀擔任頒獎人，卻在最後歷屆影帝影后合照裡與陳松勇一同缺席，陳松勇因為患有糖尿病，再加上曾經中風數次，由於身體因素而先行離場，眾人質疑比陳松勇年輕又無病痛的阮經天為何缺席合照。
阮經天的經紀人解釋：「其近期趕拍電影《軍中樂園》，導致體力無法負荷，加上隔日要趕回金門拍戲才缺席合照。」數日後，阮經天打破沉默並且道歉，稱不知道最後會安排歷屆影帝影后合照，考慮不周而做了不恰當的抉擇，覺得相當難過與遺憾。

## 音乐作品

### 電視原聲帶
- 2005年 《綠光森林》電視原聲带 
  - 勇敢的幸福：Sweety、阮經天、陳宇凡
  - 三個字：阮經天、曾之喬
- 2010年《艋舺》電影原聲帶
  - Tonight Tonight：阮經天、趙又廷
  - Once：陳珊妮、阮經天

### 單曲
- 2010年《勇敢愛》阮經天、石周靚
- 2016年《約吧！大明星》阮經天、魏晨、徐璐、黃景瑜

## 演出作品

### 電影
| 年份 | 電影名稱         | 角色     |
| 2007 | 神選者           | 阿建     |
| 2007 | 六號出口         | Vance    |
| 2008 | 囧男孩           | 騙子二號 |
| 2008 | 男生賈里         | 查老師   |
| 2008 | 愛到底之幸運     | 小天     |
| 2010 | 艋舺             | 何天佑   |
| 2012 | LOVE             | 小寬     |
| 2012 | 血滴子           | 冷       |
| 2014 | 軍中樂園         | 羅保台   |
| 2015 | 暴走神探         | 范如一   |
| 2015 | 刺客聂隐娘       | 夏靖     |
| 2015 | 戀愛中的城市     | 小麥     |
| 2016 | 紐約紐約         | 路途     |
| 2016 | 謀殺似水年華     | 秋收     |
| 2016 | 謊言西西里       | 田博     |
| 2016 | 鬼吹燈之黃皮子墳 | 胡八一   |
| 2017 | 心理罪之城市之光 | 江亞     |
| 2018 | 狄仁傑之四大天王 | 圓測     |
| 2019 | 神探蒲松齡       | 燕赤霞   |
| 2020 | 八佰             | 金絲鏡   |
| 2023 | 查無此心         | 阿生     |
| 2023 | 周處除三害       | 陳桂林   |
| 2023 | 車頂上的玄天上帝 | 聿先生   |
| 2023 | 怒潮             | 麥朗汶   |
| 2024 | 重生             | 安渡     |
| 2024 | 愛情城事－病源   | 源       |

### 配音
- 2009年《冰原歷險記3：恐龍現身》 獨眼巴克 (Buck)

### 短劇
- 2023年《阮經天沒救了 / HowFun》 陳桂林

### 微電影
- 2013年 《新北市政府愛護動物生命教育》小天
- 2014年 由關錦鵬執導的《幸福ELIFE之给爸爸的照片》 阮奕

### 劇集
| 年份 | 頻道             | 劇名             | 角色     |
| 2004 | 台視             | 米迦勒之舞       | Ghost    |
| 2005 | 台視、三立都會台 | 綠光森林         | 靳元方   |
| 2006 | 華視、八大戲劇台 | 花樣少年少女     | 申樂     |
| 2007 | 華視、八大戲劇台 | 熱情仲夏         | 阿瑟     |
| 2007 | 公視             | 我在墾丁*天氣晴  | 郭紹南   |
| 2008 | 台視、三立都會台 | 命中注定我愛你   | 紀存希   |
| 2008 | 台視、三立都會台 | 無敵珊寶妹       | 紀存希   |
| 2009 | 台視、三立都會台 | 敗犬女王         | 盧卡斯   |
| 2017 | 腾讯视频         | 鬼吹燈之黃皮子墳 | 胡八一   |
| 2018 | 浙江衛視         | 扶搖             | 長孫無極 |
| 2022 | 浙江衛視         | 舌尖上的心跳     | 江千帆   |
| 2026 | 臺灣地區         | 沉默的審判       | 林三     |
|      | 中华人民共和国   | 長風破浪         | 虞浩霆   |

### MV
- 2002年
  - 戴佩妮《愛過》（處女作）
  - 溫嵐《不吵不鬧》
  - 陳予新《天堂與地獄》

- 2003年
  - 孫燕姿《神奇》《休止符》
  - 戴佩妮《躲在夜裏》
  - S.H.E《河濱公園》
  - 王菲《煙》（又名《緣》）
  - 張惠妹《就是我想你》

- 2005年
  - 戴佩妮《試探》

- 2007年
  - 王心凌《那年夏天寧靜的海》
  - 王心凌《迷你電影》

- 2008年
  - 蕭敬騰《奮不顧身》（與李康宜合作)
  - S.H.E《安靜了》
  - 王若琳《因為你愛我》

- 2009年
  - 梁靜茹《沒有如果》
  - 蔡依林《妥協》

- 2010年
  - 趙又廷+阮經天《Tonight Tonight》
  - 陳珊妮+阮經天《Once》
  - 石周靚+阮經天《勇敢愛》

- 2013年
  - 戴佩妮《純屬意外》

- 2017年
  - 李玟《18》

- 2020年
  - 林俊傑《交換餘生》

## 舞台作品

### 時裝秀
- 2004年
  - 台北跨年秀
  - 9月17日 Y-3走秀
- 2005年
  - 9月14日 Dres Van Noten秀
- 2008年
  - 8月1日 Thomas Sabo秀
  - 8月26日 Marc Jacobs秋冬大秀
  - 9月3日 Paul Smith 08秋冬復古英倫時尚
  - 9月10日 Jean Paul Gaultier秀
  - 9月11日 Adidas Original台北走秀
  - 11月8日 Bvlgari高雄走秀

## 出版書籍
| 年份   | 書名                  | 出版社   | ISBN               |
| ------ | --------------------- | -------- | ------------------ |
| 2008年 | 《ALOHA！正在夏威夷》 | 凱特文化 | ISBN 9789866606182 |

## 公益活動
- 2008年
  - 創世基金會「尋找幸福園」愛心大使
  - 傳遞綠絲帶為四川加油
  - TVB萬眾同心公益金
- 2009年
  - 「5·12中國愛」電視短片
  - Love Life 電視短片
  - I'Miusa 兒福聯盟×阮經天愛心T恤義賣活動[15]

## 獎項紀錄

### 電影金馬獎
| 年份   | 獲提名         | 獎項       | 結果 |
| ------ | -------------- | ---------- | ---- |
| 2010年 | 《艋舺》       | 最佳男主角 | 獲獎 |
| 2023年 | 《周處除三害》 | 最佳男主角 | 提名 |

### 亞洲電影大獎
| 年份   | 獲提名       | 獎項       | 結果 |
| ------ | ------------ | ---------- | ---- |
| 2011年 | 《艋舺》     | 最佳男主角 | 提名 |
| 2015年 | 《軍中樂園》 | 最佳男主角 | 提名 |

### 台灣影評人協會獎
| 年份   | 獲提名         | 獎項       | 結果 |
| ------ | -------------- | ---------- | ---- |
| 2024年 | 《周處除三害》 | 最佳男演員 | 獲獎 |

### 台北電影獎
| 年份   | 獲提名         | 獎項       | 結果 |
| ------ | -------------- | ---------- | ---- |
| 2024年 | 《周處除三害》 | 最佳男主角 | 獲獎 |

### 其他
| 年份   | 獲提名                      | 獎項                                                               | 結果 |
| ------ | --------------------------- | ------------------------------------------------------------------ | ---- |
| 2008年 |                             | 台灣《今週刊》票選「2008財經風雲人物」                             | 獲獎 |
| 2008年 |                             | 台北影視節「影視嘉年華十大戲劇票選」的偶像劇天王                   | 獲獎 |
| 2008年 |                             | 台灣聯合報年度十大風雲話題人物                                     | 獲獎 |
| 2008年 |                             | 騰訊網2008星光大典港台地區年度電視男演員                           | 獲獎 |
| 2009年 |                             | 「台灣名人百科2008-2009」 文化年度模範名人                         | 獲獎 |
| 2009年 | 《命中注定我愛你》          | 湖南衛視·百度 娛樂沸點2008年度盤點最熱門偶像演員獲最熱門港台電視劇 | 獲獎 |
| 2014年 | 《幸福Elife之給爸爸的信件》 | 中國國際微電影大典最佳男主角                                       | 獲獎 |
| 2023年 | 《周處除三害》              | 「GQ 年度風格大賞」年度突破獎                                      | 獲獎 |

## 外部連結
- Ethan 阮經天的Facebook專頁
- 阮經天的Instagram帳戶
- 阮經天的新浪微博（简体中文）
- 阮經天在互联网电影资料库（IMDb）上的資料（英文）
- 阮經天在香港影庫上的簡介
- 阮經天在豆瓣上的资料（简体中文）
- 阮經天在时光网上的簡介（简体中文）
- 在AllMovie上阮經天的頁面（英文）
- 阮經天在台灣電影網上的資料（繁體中文）
- 阮經天在Enjoy Movie上的電影作品列表 （页面存档备份，存于）